# Les
za druge pomene glej Gozd in Les (razločitev)
Lés je organski material, primarno je v deblih dreves ali grmov. Suh les je sestavljen iz celuloze (40–50 %) in hemiceluloze (25–30 %) ter veziva, imenovanega lignin (25–30 %). Rastline, ki ne proizvajajo lesa, so zeli. Les predstavlja hrano nekaterim lesnim škodljivcem, trohnjenje lesa povzročajo lesne glive. Les je trd, fibroznega tkiva, ki ga najdemo v mnogih drevesih. Ta je bil uporabljen več sto tisoč let, tako za gorivo kot za gradbeni material. Je organski material, sestavljen iz celuloznih vlaken, ki so močni v napetosti, vgrajeni v metriki za lignin in se upira stiskanju. Les nastaja kot sekundarni ksilem v deblih dreves in drugih dvokaličnic. V živem drevesu opravlja podporno funkcijo, ki omogoča olesenelim rastlinam, da zrastejo visoko in ostanejo stabilne. Prav tako posreduje prenos vode in hranil do listov in drugih rastočih tkiv. Les se lahko nanaša na druge materiale rastlin s primerljivimi lastnostmi in materiala inženirstva iz lesa, ali lesni sekanci ali vlakna.
Zemlja vsebuje okoli 1.000 milijard ton lesa, ki raste po stopnji 10 milijard ton na leto. Kot pogost in ogljično nevtralen obnovljiv vir energije je les eden ključnih energentov. Leta 1991 je bilo pridelano približno 3,5 milijard kubičnih metrov lesa. Največ se les uporablja za pohištvo in gradbeništvo.

## Nastanek lesa
Nastanek lesa imenujemo olesenitev in poteka tako, da se najprej meristem žilni kambij poveže z medžilnim kambijem in skupaj tvorita kambialni (kambijski) obroč. Žilni kambij nato proti notranjosti proizvaja celice sekundarnega ksilema, ki ga imenujemo tudi les.
Na skorji olesenele rastline so žile zamašene, voda se pretaka po najmlajši braniki (letnem prirastu). Izraz letnica, ki ga pogosto uporabljamo v povezavi z olesenitvijo, pomeni mejo med dvema branikama, ki nastane zaradi počasnejše rasti pozimi.
Za kvaliteto lesa najbolje skrbi gozdarstvo kot nega in vzdrževanje gozdov.

## Zgradba lesa

### Kemična zgradba
Elementarno les sestavljajo predvsem naslednji kemijski elementi:
- ogljik 50 %
- vodik 6 %
- kisik 44 %
- skupna količina dušika in ostalih elementov, kot so kalij, kalcij, železo, ... pa je manj kot 1 %.

Vsebuje veliko različnih spojin: celulozo, polioze, lignin, pektine, tanine, terpenske derivate, kot so eterična olja, smole, alkaloidi, barvila in pepel.

### Celična zgradba lesa
V lesu prevladujejo celice lesnih (sklerenhimatskih) vlaken in trahealnih elementov (traheje in traheide). Poleg njih najdemo še parenhimske celice. V lesu opravljajo svoje naloge žive in tudi mrtve celice.

### Makroskopska zgradba lesa
Zgradbo lesa, ki jo lahko vidimo s prostim očesom, imenujemo makroskopska. Različne celice ustvarjajo značilno strukturo in videz lesa, ki se razlikujejo glede na smer prereza debla.
- Prečni prerez debla: najbolj zunanji del prerezanega debla je skorja. Skorji sledi kambij, ki je pomemben za rast drevesa, skrbi za delitev celic in priraščanje lesa navznoter ter skorje navzven. Kambiju proti notranjosti sledijo prirastne plasti lesa. V normalnih okoliščinah nastane ena prirastna plast letno in jo imenujemo letna prirastna plast ali branika. Med branikami so vidne meje - letnice. Sredi prečnega prereza je stržen, ki ni sestavljen iz običajnih lesnih celic. Vidni so tudi lesni (ali strženovi[5]) trakovi kot tanke črte, ki potekajo od skorje proti strženu pravokotno na letnice.
- Radialni prerez lesa iglavcev je značilno progast. Prirastne plasti so videti kot pasovi, ki potekajo vzporedno s strženom debla.

## Lastnosti lesa
Les ima različne fizikalne lastnosti in barvo, glede na vrsto drevesa in njegovega rastišča.

### Estetske lastnosti
- lesna tekstura
- sijaj lesa
- vonj lesa

### Fizikalne lastnosti
- gostota lesa
- voda v lesu
- krčenje in nabrekanje lesa
- akustične lastnosti lesa
- toplotne lastnosti lesa
- električne lastnosti lesa

### Mehanske lastnosti
- trdota lesa
- napetosti v lesu
- pomembni vplivi na mehanske lastnosti lesa
- trdnost lesa

### Fizikalno-kemijske lastnosti
- gorljivost lesa
- odpornost lesa proti kemikalijam

Kvaliteta, starost, zdravje drevja prispevajo h kvalitetnem lesu, a pomembno je tudi izbrati primeren les za obdelavo. Za rezbarjenje je najprimernejša lipa, za tramove in stebre hrast in smreka...
Zaradi boljše uporabe lesa je postalo varčno izdelovati dele pohištva iz ivernih ali panelnih plošč. Take plošče niso iz masivnega lesa in so tako manj odporne, a so rešitev, ki izboljša uporabo lesa onkraj kuriva znotraj pohištvene industrije. Prečno lepljene lesne plošče in panelne plošče celo izboljšajo lastnosti lesa v smislu trdnosti in prenašanju bremen.

## Uporaba lesa
Posekan in posušen les se uporablja za različne namene. Les je bil eden najpomembnejših gradbenih materialov preko celotne zgodovine človeštva in ima pri gradnji pomembno vlogo še danes. Ena najpomembnejših uporab lesa skozi zgodovino je bila za pridobivanje energije, bodisi svežega, bodisi zmletega na sekance, pelete in brikete ali predelanega v oglje. Veliko se uporablja tudi za izdelovanje drobnih predmetov in v kiparstvu. Zmlet les se uporablja tudi pri proizvodnji papirja. Les je najpogostejša kurjava. Nasekanim kosom lesa, ki jih kurimo, pravimo drva. Les se prodaja tudi v surovi obliki hlodovini, kjer se ga kasneje lahko obdeluje za vse vrste namenov, je izredno koristen gradbeni material. Prva groba obdelava lesa s hlodov se opravlja na žagi.
Posušen les se veliko uporablja tudi za izdelavo pohištva. Za ta namen se uporablja tehnično suh les, različnih drevesnih vrst. Tehnično suh je les, ki ga umetno sušimo v sušilnicah za les, ter po končanem postopku sušenja vsebuje 8% vlage. Za izdelavo notranjega pohištva se v Sloveniji uporablja predvsem les smreke, bukve, jesena ter javorja, za zunanjo uporabo pa se največ uporablja les hrasta, macesna ter smreke.
Les ima dolgo tradicijo obdelave lesa za kiparstvo, suho lesnate izdelke, dolbenje, žgan les, rezbarjenje, struženje. Les je material za zgodnejše oblike tiskarstva (lesorez) in je eden največkrat uporabljenih materialov za potrebe naravne gradnje. Kot naravni material zahteva kemično zaščito v obliki premazov, lakov. Tako fina kot groba obdelava lesa zahtevata poznavanje različnih lastnosti vrst drevja, pa tudi poznavanje zelo različnih tehnik obdelav.
Najbolj tradicionalna oblika obdelave lesa v Sloveniji je izdelava suhe robe na ribniškem, serije izdelkov iz posušenega lesa za uporabo v gospodinjstvu.